# Anette Olzonová
Anette Olzonová (rodným jménem Anette Ingegerd Olssonová, nepřechýleně  Anette Olzon; * 21. června 1971 Katrineholm, Švédsko) je švédská zpěvačka, v minulosti (2007 – 2012) známá svým působením v symphonic metalové kapele Nightwish jako hlavní zpěvačka. Předtím byla známa jako zpěvačka švédské rockové skupiny Alyson Avenue. Nightwish opustila v říjnu 2012 po vzájemné dohodě a v kapele ji nahradila zpěvačka nizozemských ReVamp, Floor Jansen.
V srpnu 2017 ohlásila, že s bývalým kytaristou skupiny Sonata Arctica Jani Liimatainenem spolupracuje na projektu The Dark Element. Album stejnojmenného názvu vyšlo v listopadu 2017. Další album projektu následovalo v listopadu 2019 pod názvem Songs The Night Sings.

## Život

### Mládí
Anette Olzonová se narodila 21. června 1971 do rodiny muzikantů a zpěvu se začala věnovat již v dětství. Po dobu osmi let se také učila hrát na hoboj a často jezdila s matkou a její kapelou na turné. Od 13 let se také zúčastnila několika talentových soutěží a o čtyři roky později se přidala ke své první kapele. V kapele však působila jen chvíli a zpívala pouze převzaté skladby od jiných interpretů. Ve 21 letech si také zahrála hlavní roli v rockovém operním muzikálu Gränsland a brzy poté se dostala i na baletní školu Balettakademien v Göteborgu. I nadále se věnovala také zpívání ve sboru, pracovala na několika studiových projektech s různými kapelami a příležitostně vystupovala i jako zpěvačka na svatbách. Ve zpěvu se zdokonalovala také na Kodaňské konzervatoři v dánském městě Helsingør. Jejím prvním větším projektem se nakonec stalo hostování na albu Conspiracy bývalého zpěváka kapely Jaded Heart Michaela Bormanna. V mládí si také přivydělávala i jako servírka v restauraci, asistentka veterináře i jako kadeřnice.

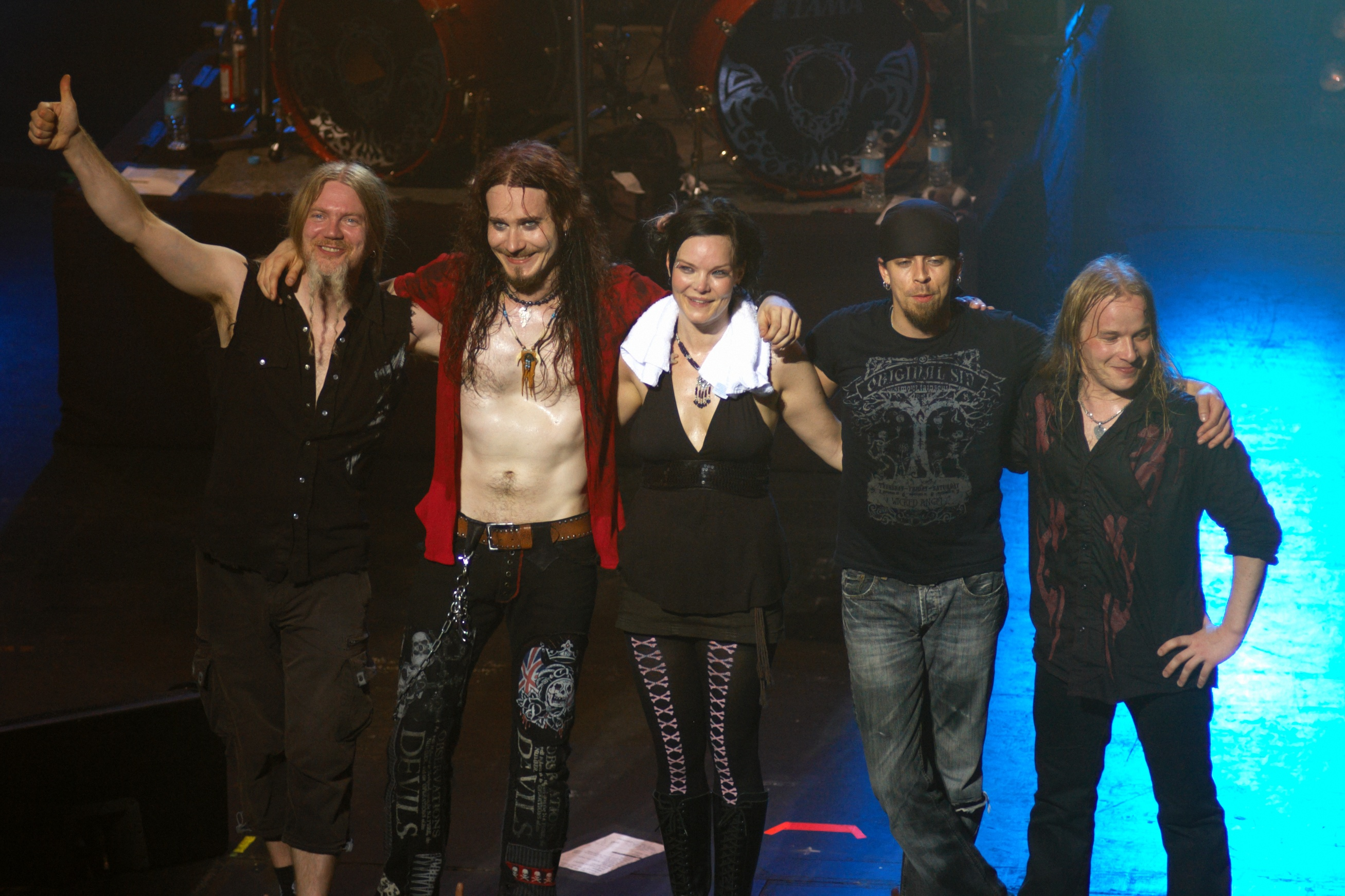
Anette Olzonová (uprostřed) se skupinou Nightwish v roce 2008

### Začátek kariéry a působení u Nightwish
V roce 1995 se přidala ke kapele Alyson Avenue, kde se brzy vypracovala na post hlavní zpěvačky a nahradila tak Tommyho Strahleho. V roce 1999 vydala kapela svou první demo nahrávku, která brzy získala velký ohlas a kapela tak získala možnost oslovit několik hudebních vydavatelství. Jejich další demo nahrávka obsahovala již čtyři skladby, a nakonec vyústila ve smlouvu s vydavatelstvím AOR Heaven. V listopadu 2000 vydala kapela své první studiové album Presence of Mind a o čtyři roky později jej následovalo album Omega. V roce 2006 však Anette Olzonová kapelu opustila a v květnu 2009 ji nahradila Arabella Vitancová.

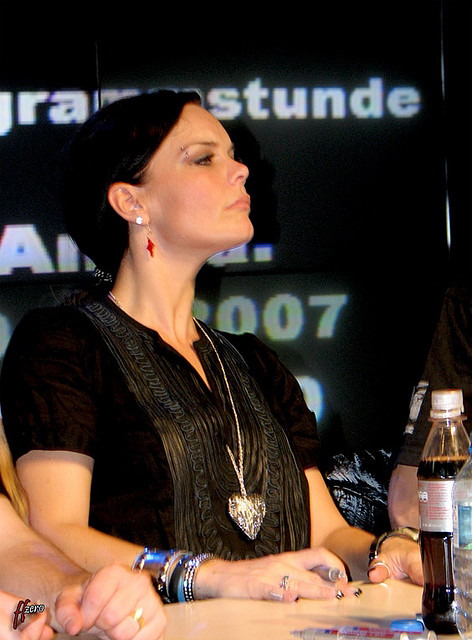
Anette Olzonová v Hamburku v rámci turné se skupinou Nightwish v roce 2007

Dne 25. května 2007 se Anette Olzonová oficiálně připojila k finské kapele Nightwish, kde nahradila vyhozenou zpěvačku Tarju Turunenovou. Její první skladba („Eva“) byla symbolicky vydána hned na druhý den jako charitativní singl. O několik dní později kapela zveřejnila také název nového alba Dark Passion Play. První album Anette Olzonové u skupiny Nightwish vyšlo poprvé v září 2007 a ihned obsadilo první místa v hudebních žebříčcích v Německu, Finsku, Švýcarsku, Maďarsku i Chorvatsku. V druhé polovině roku 2007 se s kapelou vydala na své první turné po Spojených státech, Kanadě, většině Evropy i Austrálii. Turné s názvem Dark Passion Play World Tour se nakonec stalo zatím nejdelším turné Nightwish vůbec (trvalo od října 2007 až do září 2009).
V říjnu 2010 začala kapela nahrávat další album s názvem Imaginaerum, které vyšlo 30. listopadu 2011 a předcházelo dalšímu turné Imaginaerum World Tour odstartovaném téměř dva měsíce po vydání alba. V říjnu 2012 se však Anette Olzonová s kapelou rozešla. Jako důvod uvedla, že kapela ji při žádosti o pozastavení turné kvůli jejímu těhotenství odmítla a při její neschopnosti ji nahradila zpěvačkami Elize Rydovou a Alissou White-Gluzovou.

### Sólová dráha a další projekty

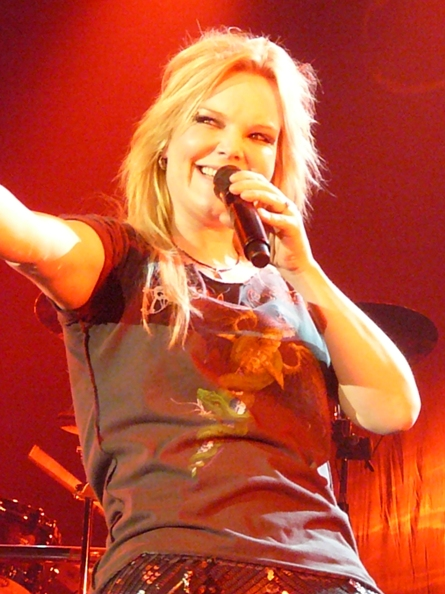
Anette Olzonová na koncertu v Itálii v roce 2009

Po odchodu z Nightwish se začala brzy věnovat svému prvnímu sólovému albu. Dne 28. listopadu 2013 oznámila, že album ponese název Shine. Album bylo poprvé vydáno 28. března 2014 a 14. února mu předcházelo také vydání singlu Lies. Anette Olzonová se zde vrátila k poněkud klidnějšímu žánru a většina skladeb na albu je nahrána v pop rockovém až pop metalovém hudebním směru. Na svém druhém albu Strong vydaném 10. září 2021 se však opět vrací k symfonickému metalu, kterému se nejvíce věnovala právě s kapelou Nightwish.
Dne 29. srpna 2017 Anette Olzonová oznámila, že se chystá spolupracovat s bývalým kytaristou skupiny Sonata Arctica Jani Liimatainenem na projektu s názvem The Dark Element. Jejich debutové stejnojmenné album vyšlo 10. listopadu 2017 a od dva roky později jej následovalo album Songs the Night Sings.
V roce 2020 také spolupracovala se zpěvákem Russellem Allenem z kapely Symphony X na albu Worlds Apart, které vyšlo 6. března 2020.

## Ostatní
Je fanynkou zpěvaček Sharon den Adel (z metalové skupiny Within Temptation) a Simone Simons (z metalové skupiny Epica). Inspirací jí také byly zpěvačky Carola Häggkvist, Sarah Brightmanová, Natalie Cole a Celine Dion. Ráda poslouchá i jiné metalové skupiny, například Sonata Arctica, Amorphis, Tarot nebo Within Temptation. Má celkem sedm tetování, včetně jednoho na levém rameni: „Leave Me Alone“. Nicméně plánuje další.
Anette Olzonová žije v Helsingborgu se svým manželem, bývalým basistou švédské skupiny Pain Johanem Husgafvelem, kterého si vzala v srpnu 2013, a třemi syny: Sethem (*2001) z jejího prvního manželství, Nemem (*2010) a Miem (*2013).
Od roku 2020 pracuje na plný úvazek jako zdravotní sestra.

## Diskografie

### Alba

#### Alyson Avenue
- 2000 – Presence of Mind (studiové album)
- 2004 – Omega (studiové album)

#### Nightwish
- 2007 – Dark Passion Play (studiové album)
- 2011 – Imaginaerum (studiové album)

#### The Dark Element
- 2017 – The Dark Element (studiové album)
- 2019 – Songs the Night Sings (studiové album)

#### Allen/Olzon
- 2020 – Worlds Apart (studiové album)
- 2022 – Army of Dreamers (studiové album)

#### Sólová tvorba
- 2014 – Shine (studiové album)
- 2021 – Strong (studiové album)
- 2024 – Rapture (studiové album)

### Singly
- 2009 – „October & April“
- 2013 – „Falling“
- 2014 – „Lies“
- 2016 – „Vintersjäl“
- 2021 – „Parasite“
- 2021 – „Sick of You“
- 2022 – „Army of Dreams“
- 2022 – „All Alone“
- 2022 – „So Quiet Here“
- 2024 – „Heed The Call“
- 2024 – „Day Of Wrath“
- 2024 – „Rapture“